# A Very Gaga Thanksgiving
A Very Gaga Thanksgiving —en español: Un día de acción de gracias muy Gaga— es un especial de televisión de la cantante estadounidense Lady Gaga, que presenta una temática del día de Acción de Gracias. Fue emitido originalmente el 24 de noviembre de 2011 en los Estados Unidos por la cadena American Broadcasting Company (ABC). Dirigido y protagonizado por Gaga, en el especial se analiza su vida y sus inspiraciones en la música; además, interpreta distintas canciones de sus álbumes, principalmente de Born This Way (2011). En el mismo aparecen también figuras como Katie Couric, Sister Bayo, Art Smith y Tony Bennett, con quien canta a dueto «The Lady Is a Tramp».
Tras su estreno el 24 de noviembre de 2011 en la televisión, los críticos elogiaron el especial, expresando que era «sincero y sin pretenciones». Una vez al aire, fue visto simultáneamente por 5 749 000 espectadores, y obtuvo una calificación de 1.8 sobre 5 en el grupo demográfico de edad entre 18 y 49 años, de acuerdo con Nielsen ratings. Con todo, fue lanzado el 22 de noviembre de 2011 A Very Gaga Holiday, un extended play (EP) publicado en los Estados Unidos que contiene cuatro de las canciones interpretadas durante el especial.

## Sinopsis
Katie Couric, periodista estadounidense, entrevista a Gaga en el Convento del Sagrado Corazón, ubicado en  Manhattan. Allí, habla sobre su vida personal y las inspiraciones que toma a la hora de componer y producir las canciones. Entre tanto, la cantante interpreta un total de ocho canciones entre una pequeña audiencia de amigos y familiares de la cantante. Durante el especial, cantó «Marry the Night», «Born This Way», «Yoü and I», «Hair» y «The Edge of Glory», todas pertenecientes a su álbum Born This Way (2011). Junto a ellas, también interpretó «Bad Romance», «The Lady Is a Tramp» junto a Tony Bennett, y realizó dos versiones de «White Christmas» de Irving Berlin y «Orange Colored Sky», perteneciente a Nat King Cole.

## Producción
A Very Gaga Thanksgiving fue producido y dirigido por la misma Lady Gaga. La fotografía tuvo lugar en el Convento del Sagrado Corazón, que se encuentra en la ciudad de Nueva York.

## Música

### A Very Gaga Holiday
A Very Gaga Holiday  es el cuarto extended play (EP) de la cantante estadounidense Lady Gaga, lanzado en formato digital el 22 de noviembre de 2011 y en todo el mundo el 26 de noviembre de 2011.

#### Recepción

##### Desempeño comercial
El extended play debutó en el número 52 del conteo estadounidense Billboard 200, en el puesto 74 del Canadian Album Chart y 26 en Francia. Para finales de marzo de 2014, el álbum había vendido 42 000 copias solo en los Estados Unidos.

#### Lista de canciones
| N.º | Título                                                        | Duración |  |
| 1.  | «White Christmas» (en vivo desde A Very Gaga Thanksgiving)    | 3:22     |  |
| 2.  | «Orange Colored Sky» (en vivo desde A Very Gaga Thanksgiving) | 2:33     |  |
| 3.  | «Yoü and I» (en vivo desde A Very Gaga Thanksgiving)          | 3:34     |  |
| 4.  | «The Edge of Glory» (en vivo desde A Very Gaga Thanksgiving)  | 4:52     |  |

#### Posicionamiento en listas

##### Semanales
| Canadá         | Canadian Albums Chart       | 74 |
| Francia        | French Digital Albums Chart | 26 |
| Estados Unidos | Billboard 200               | 52 |

#### Historial de lanzamientos
| País           | Fecha                   | Formato |
| -------------- | ----------------------- | ------- |
| Estados Unidos | 22 de noviembre de 2011 | Digital |
|                | 26 de noviembre de 2011 | Digital |